# Diecezja Bajonny
Diecezja Bayonne (pełna nazwa: diecezja Bayonne (-Lescar e Oloron)) – diecezja Kościoła rzymskokatolickiego w południowo-zachodniej Francji. Powstała w IV wieku, w 1909 uzyskała obecną nazwę oficjalną. W 2002 została przeniesiona ze zlikwidowanej wówczas metropolii Auch do metropolii Bordeaux.

## Główne świątynie
- Katedra: Katedra Najświętszej Maryi Panny w Bajonnie
- Konkatedry:
  - Konkatedra Najświętszej Maryi Panny w Oloron-Sainte-Marie
  - Konkatedra Wniebowzięcia Najświętszej Maryi Panny w Lescar

## Biskupi diecezjalni (od 1909)
- François-Xavier-Marie-Jules Gieure (1909–1934)[a]
- Henri-Jean Houbaut (1934–1939)
- Edmond Vansteenberghe (1939–1943)
- Léon-Albert Terrier (1944–1957)
- Paul Joseph Marie Gouyon (1957–1963)
- Jean-Paul-Marie Vincent (1963–1986)
- Pierre Molères (1986–2008)
- Marc Aillet (od 2008)